# Černvír
Černvír (deutsch Tschernwir, früher Czenwier) ist eine Gemeinde in Tschechien. Sie liegt 13 Kilometer nordwestlich von Tišnov und gehört zum Okres Brno-venkov.

## Geographie
Černvír befindet sich in der Böhmisch-Mährischen Höhe. Das Dorf liegt beiderseits der Svratka an der Einmündung des Baches Skorotický potok.
Südöstlich erhebt sich der Vinohrady (529 m). Durch den Ort verläuft die Bahnstrecke Tišnov – Žďár nad Sázavou, nördlich von Černvír führt eine Eisenbahnbrücke über die Svratka. Die nächste Bahnstation ist in Nedvědice. Nordwestlich des Dorfes liegt die Burg Pernštejn.
Nachbarorte sind Nedvědice und Klečany im Norden, Skorotice im Nordosten, Křížovice im Südosten, Doubravník und Maňová im Süden, Rakové, Sejřek und Mansberk im Südwesten, Nový Dvůr im Westen sowie Pernštejn im Nordwesten.

## Geschichte
Die erste schriftliche Erwähnung des Dorfes erfolgte im Jahre 1285. Der Name des Ortes leitet sich von Strudeln der Svratka (früher Schwarzawa), die hier Felsen durchbricht. Im 14. Jahrhundert gehörte das Dorf den Vladiken von Klečany, später wurde es Teil der Herrschaft Pernštejn.
Nach der Aufhebung der Patrimonialherrschaften bildete Čenvír ab 1850 mit dem Ortsteil Křeptov eine Gemeinde im Brünner Bezirk und im Gerichtsbezirk Tischnowitz. Křeptov wurde ab 1887 zum Ortsteil der Gemeinde Křížovice. Seit 1896 gehörte die Gemeinde zum neu gebildeten Bezirk Tischnowitz. Im Jahre 1923 erfolgte die Änderung des Gemeindenamens in Černvír. 1948 wurde die Gemeinde dem Okres Bystřice nad Pernštejnem zugeordnet. Nach dessen Auflösung kam Černvír mit Beginn des Jahres 1961 zum Okres Žďár nad Sázavou. Seit dem 1. Januar 2005 gehört Černvír zum Okres Brno-venkov.

## Gemeindegliederung
Für die Gemeinde Černvír sind keine Ortsteile ausgewiesen.

## Sehenswürdigkeiten
- Kirche Mariä Himmelfahrt, auf einer Felsplateau über der Svratka. Sie entstand wahrscheinlich um 1228. 1969 wurden in der Kirche Fresken entdecke, die Christi Geburt, das Letzte Abendmahl, die Passion Christi und das Letzte Gericht sowie ein Wappen mit drei Fischen darstellen. In den Jahren 1977 bis 1982 wurde die Kirche instand gesetzt und der Altar des hl. Leonhard aus der Kirche von Mušov umgesetzt. An der Sakristei befindet sich ein Marmorportal. In der Kirche befindet sich die Grablege von Johann von Pernsteins Ehefrau Hedwig von Schellenberg, die 1535 starb, sowie das aus Marmor gefertigte Grabmal für Urban Švanda († 1704).
- Friedhof an der Kirche, mit prunkvollem Grabmal der Müllerfamilie Svoboda. Hier befindet sich auch das Grab des Rundfunkredakteurs Ivan Šráček.
- überdachte Holzbrücke über die Svratka, das 1718 errichtete Bauwerk gilt als das älteste seiner Art in Mähren. Die 35 m lange und 2,6 m breite führt in 4 m Höhe über den Fluss. Die Bedachung ist mit Holzschindeln gedeckt.